# Limburgse mergelgroeven

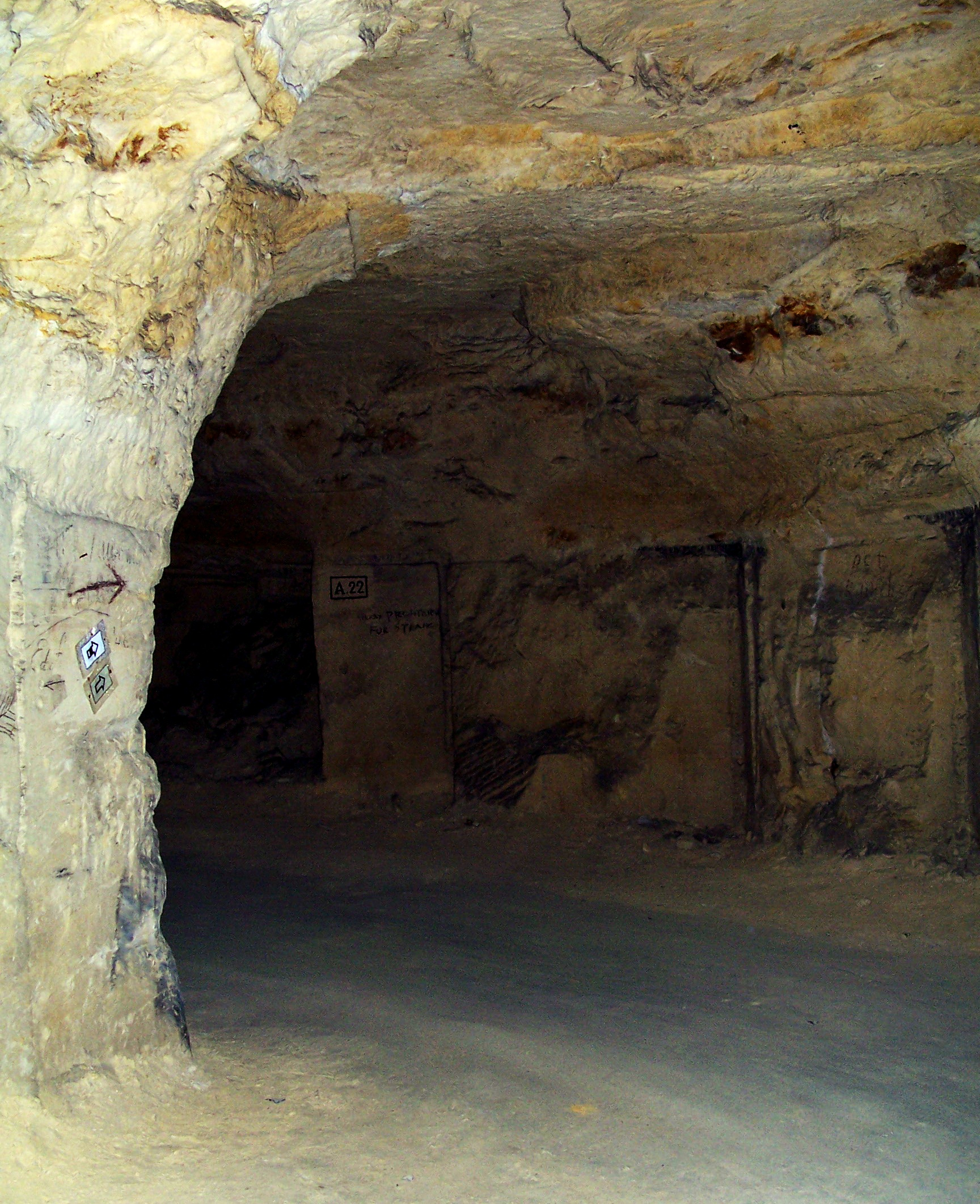
Ondergrondse mergelgroeve onder de Sibberberg, enkele tientallen meters onder het aardoppervlak.

De Limburgse mergelgroeven zijn ongeveer 250 grote en kleine gangenstelsels die in de afgelopen eeuwen in Nederlands Zuid-Limburg en de Belgische gemeenten Riemst en Heers zijn ontstaan ten gevolge van de ondergrondse winning van krijtgesteente en kalksteen door blokbrekers. Daarnaast zijn er enkele groeves in dagbouw ontgonnen.

## Verwarring
In de volksmond worden deze groeven de "mergelgrotten van Limburg" genoemd. De naam grotten is geologisch gezien niet correct, want het gaat hier niet om een karstverschijnsel maar om mijnbouw. Het zijn in feite ondergrondse kalksteen- of mergelgroeven. Ook bestaan de "grotten" niet uit mergel, dat een gesteente bestaande uit klei en kalk is, maar uit krijtgesteente. Dit gesteente is over grote delen van Noordwest-Europa in ondiepe tropische zeeën afgezet tijdens het Laat-Krijt en bestaat uit minuscule skeletjes van algen. De Engelse benaming voor dit gesteente dat ook als reservoir in de Noordzee wordt aangeboord, is chalk. De krijtrotsen van Dover, Calais en Denemarken zijn ontsluitingen van dit gesteente.

## Gangenstelsels
De gangenhoogte varieert van 2 tot 10 meter en de breedte bedraagt doorgaans 3 tot 5 meter.
Het grootste aaneengesloten gangenstelsel bevond zich in het verleden in de Sint-Pietersberg: 100 ha en ca 150 km aan gangen. De Sibberberg heeft de grootste ondergrondse mergelgroeve in Nederland.
Bekende gangenstelsels zijn:
- bij Maastricht:
  - het Noordelijk Gangenstelsel, de Zonneberg en Slavante in de Sint-Pietersberg
  - de Jezuïetenberg in de Cannerberg te Maastricht,
- in de gemeente Valkenburg aan de Geul:
  - de Fluweelengrot
  - de Gemeentegrot
  - de Heidegroeve met daarin de Romeinse Katakomben
  - de Wilhelminagroeve
  - Sibbergroeve

Het overgrote deel van de circa 250 ondergrondse mergelgroeven is afgesloten vanwege instortingsgevaar of doet dienst als overwinteringsplaats voor vleermuizen.
Steeds meer gangenstelsels worden toeristisch geëxploiteerd: rondleidingen, mountainbiken, ingericht als museum, als partycentrum, kerstmarkten.
Het ondergronds winnen van mergel (kalksteen) wordt nog maar weinig toegepast. In Nederland worden kalksteenblokken, bestemd voor de bouw en restauratie, ondergronds alleen nog gewonnen in de Sibbergroeve en bovengronds in de Kunradersteengroeve. Losse mergel voor industriële toepassing werd in Nederland gewonnen in bovengrondse mergelgroeven (dagbouw). De laatste dagbouw stopte op 1 juli 2018, in de ENCI-groeve.

### Groeves in het Geuldal
In de dalwanden en hellingen van het Geuldal zijn er door de eeuwen heen verschillende groeves en gangen uitgegraven voor hoofdzakelijk de winning van mergel. Stroomafwaarts gezien zijn dat onder andere:
- Cottessergroeve, nabij Cottessen, een groeve van Carboongesteente, geen kalksteen maar kwartsieten (harde zandsteen)
- Heimansgroeve ten noordwesten van Cottessen, een groeve van Carboongesteente, zand- en leisteen
- Vallenberggroeve te Sibbe
- Sibbergroeve te Sibbe
- Wilhelminagroeve onder de Heunsberg te Valkenburg
- Ackermansgroeve en Daalhemergroeve waarin de Modelsteenkolenmijn gevestigd is, te Valkenburg
- Trichterberggroeve waarin het Grottenaquarium gevestigd was, te Valkenburg
- Valkenburger Groeve waarin de Gemeentegrot zich bevindt, te Valkenburg
- prehistorische vuursteenmijnen aan de Plenkertstraat, te Valkenburg
- Heidegroeve waarin de Romeinse Katakomben nagebouwd zijn, te Valkenburg
- Meertensgroeve tussen Geulhem en Valkenburg, een voormalige opendagwinning van grind
- Geulhemmergroeve met rotswoningen, te Geulhem
- Bronsdaelgroeve, tevens oorlogsmonument, tussen Geulhem en Meerssen
- Curfsgroeve tussen Geulhem en Meerssen

### Groeves in het Belgisch Limburg
- Groeve Henisdaal in Vechmaal (Heers)
- De Coolen bij Millen en Val-meer in Riemst
- Mergelgroeve van Kanne in Riemst
- Pitjesberg en Roosburg in Zichen (Riemst)
- Grote Berg in Zussen (Riemst)

## Studie
- De Studiegroep Onderaardse Kalksteengroeven (SOK) verricht onderzoek in de Zuid-Limburgse Kalksteengroeven.
- Studiegroep van Sibbergroeve.nl. Onderzoek naar voornamelijk de Sibbergroeve maar periodiek ook naar omliggende groeven in en rondom Valkenburg aan de Geul en Sibbe.
- Door vleermuistelgroepen worden jaarlijks inventarisaties verricht van de overwinterende vleermuizen in de mergelgroeven.
- Daarnaast zijn groeven het domein van berglopers.
- De dagbouwgroeven van de ENCI te Maastricht en de groeve 't Rooth nabij Cadier en Keer worden regelmatig opengesteld om mensen in de gelegenheid te stellen fossielen uit het krijt te zoeken.

## Toezicht en beheer
- Een groot deel van de groeven valt onder verantwoordelijkheid van Staatsbosbeheer, het Limburgs Landschap en de Vereniging Natuurmonumenten.
- De Stichting ir. D.C. van Schaïk heeft als doelstelling het beheren van onderaardse kalksteengroeven in Nederlands en Belgisch Mergelland om de aanwezige geologische, historische en biologische waarden te behouden en deze groeven voor onderzoek en niet-commerciële educatieve bezoeken open te stellen.
- Staatstoezicht op de Mijnen (SodM) was tot en met 2010 belast met het toezicht op de mergelwinning in Nederland met name met betrekking tot de aspecten veiligheid, gezondheid, milieu, bodembeweging ten gevolge van delfstofwinning en de doelmatige winning van delfstoffen. Per 1 januari 2011 ging deze bevoegdheid over naar de provincie.[2]